# صامويل باربر
صامويل باربر باللغة الإنجليزية Samuel Barber (م. 9 مارس 1910 – و. 23 يناير 1981) مؤلف موسيقي أمريكي كتب الموسيقى الأوركسترالية والأوبرا والموسيقى الكورالية وموسيقى البيانو. يعد أحد أشهر المؤلفين الموسيقيين في القرن العشرين.
ابن أخ الكونترالتو لويز هوم وكان يرعاه المؤلف الموسيقي سيدني هومر، الذي لاحظ مواهب صامويل الصغير حين بدأ في التاسعة العمل في أوبراه الأولى. وفي عام 24 التحق باربر بمعهد كيرتس الذي افتتح حديثا في فيلاديلفيا، حيث درس البيانو مع إيزابيل فنجيروفا، والتأليف الموسيقي مع روساريو سكاليرو وقيادة الأوركسترا مع فريتز رينز وكان في كيرتس أن التقى بمؤلف موسيقي شاب آخر يدعى جيان-كارلو مينوتي، الذي أصبح رفيقه مدى الحياة وتعاون معه مهنيا. أعماله الأولى من أيام دراسة باربر ما زالت تحتل مكانا في برنامج الحفلات، بما في ذلك «شاطئ دوفر» – وهو لحن لقصيدة كتبها الشاعر ماثيو أرنولد للصوت والرباعي الوتري؛ باربر، الذي صار مطرب باريتون مقتدر، غنى الغرض الأول العالمي – وتدريبه في التخرج، افتتاحية «مدرسة المشاغبين». هذه الأعمال رسخت مكانته كواحد مثير للاهتمام في جيله من المؤلفين الأمريكان، وهي المكانة التي رسها حصوله على جائزة روما وجائزة بوليتزر مع منحة للسفر عام 1935 حين كان عمره 25 سنة.
موسيقاه جذبت أذن أرتورو توسكانيني، الذي قاد العروض الأولى لعملين له: «مقال للأوركسترا» (الذي أعاد تسميته «المقال الأول للأوركسترا») و"أداجيو للوتريات"، أحد أشهر أعمال القرن العشرين. شكل المقال – وهو أحد ابتكارات باربر، عبارة عن «جدال موسيقي» حيث تكون «فكرة» واحدة أو لحن الثمار حيث تظهر حركة واحدة كاملة – يكون شيئا يرجع المؤلف إليه في مراحل لاحقة من حياته، حيث ألف «مقال ثاني» عام 1942 و«مقال ثالث» عام 1978. كونشرتو الكمان الغنائي الجميل سنة 1940 أحد أروع كونشرتات الوتريات في القرن العشرين، مع خاتمة مذهلة وحركة افتتاحية معبرة بثراء. كما كتب كونشرتو للبيانو (الذي نال عنه جائزة بوليتزر) وكونشرتو للتشيللو. لفلاديمير هوروفيتز كتب سوناتا البيانو في مقام مي بيمول الصغير سنة 1949، جاعلا إياه صعب قدر الإمكان في العزف. أعمال باربر الأخرى للبيانو تشمل «ليلية إهداء لجون فيلد» لسنة 1959 و«الجولات» الجميلة مصنف رقم 20 (1942-44).
إنجازات باربر الأنيقة في مجال الموسيقى الصوتية، خاصة أغنيات جيمس أجي «نوكسفيل: صيف 1915»، للسوبرانو والأوركسترا، كلفته به السوبرانو إلينور ستيبر. كما كتب مجموعة أغاني يطلق عليها «أغاني الناسك 53» حيث وضع نصوصا أيرلندية مجهولة قديمة مأخوذة عن جدران الأديرة.
اعترافا بمكانه البارز في الموسيقى الأمريكية، أوبرا متروبوليتان كلفت باربر بكتابة أوبرا «أنطونيو وكليوباترا» المأخوذة عن مسرحية شكسبير، لافتتاحية منزله الجديد في مركز لنكولن عام 1966؛ بينما لم يلاقي نجاحا في إنتاجه الأصلي، الأوبرا التي لعبت في دور البطولة ليوتين برايس في دور كليوباترا، أظهرت مرة أخرى براعة باربر الفريدة في الخط واللون، وأسلوبه الفائق في تلحين النص.

## وصلات خارجية
- صامويل باربر على موقع IMDb (الإنجليزية)
- صامويل باربر على موقع الموسوعة البريطانية (الإنجليزية)
- صامويل باربر على موقع مونزينجر (الألمانية)
- صامويل باربر على موقع ألو سيني (الفرنسية)
- صامويل باربر على موقع ميوزك برينز (الإنجليزية)
- صامويل باربر على موقع أول موفي (الإنجليزية)
- صامويل باربر على موقع قاعدة بيانات برودواي على الإنترنت (الإنجليزية)
- صامويل باربر على موقع قاعدة بيانات الأفلام السويدية (السويدية)
- صامويل باربر على موقع إن إن دي بي (الإنجليزية)
- صامويل باربر على موقع أول ميوزيك (الإنجليزية)

1. ↑  Archivio Storico Ricordi، QID:Q3621644
2. ↑  B.R.A.H.M.S. (بالفرنسية), ISSN:2557-8928, QID:Q54074647
3. ↑   https://www.pulitzer.org/prize-winners-by-category/225. {{استشهاد ويب}}: |url= بحاجة لعنوان (مساعدة) والوسيط |title= غير موجود أو فارغ (من ويكي بيانات) (مساعدة)
4. ↑   https://www.pulitzer.org/winners/samuel-barber. {{استشهاد ويب}}: |url= بحاجة لعنوان (مساعدة) والوسيط |title= غير موجود أو فارغ (من ويكي بيانات) (مساعدة)
5. ↑   https://www.aarome.org/research/special-collections/music-collection. {{استشهاد ويب}}: |url= بحاجة لعنوان (مساعدة) والوسيط |title= غير موجود أو فارغ (من ويكي بيانات) (مساعدة)
6. ↑  MusicBrainz (بالإنجليزية), MetaBrainz Foundation, QID:Q14005
7. ↑  NPR Encylopedia of Classical Music